# Ciclone pós-tropical
Um ciclone pós-tropical é um antigo ciclone tropical. Pode assumir várias formas diferentes.

## Classificação
Existem duas classes de ciclones pós-tropicais:
- O ciclone extratropical, que é frontal, às vezes ainda retém ventos de furacão ou tempestade tropical.[2] O furacão Dorian (2019) fornece um exemplo recente de ciclone extratropical,[3] no qual ele não tem mais um núcleo quente em latitudes mais altas quando estava sobre a Nova Escócia e todos os pontos ao norte em sua trajetória.[4]

- A baixa remanescente, que é não frontal, tem ventos máximos sustentados de menos de 34,00 nós e consiste principalmente de estratocúmulos estáveis com pouca ou nenhuma atividade convectiva. Esses sistemas rasos podem vagar por algum tempo antes de se abrirem em um vale de baixa pressão ou serem absorvidos por um ciclone extratropical.[5]

Nem todos os sistemas se enquadram nas duas classes acima. De acordo com a diretriz, um sistema sem características frontais mas com ventos máximos acima de 34 nós não pode ser designado como baixa remanescente. Deve ser apenas descrito como pós-tropical. Alguns exemplos que caem nesta área cinza estão listados abaixo.
- Eugene (2011) [7]
- Michael (2012) [8]
- Nadine (2012) [9]
- Sandy (2012)
- Humberto (2013) [10]
- Joaquin [11]
- Hermine (2016)
- Matthew (2016) [12]
- Irma (2017)
- Florence (2018)
- Michael (2018)
- Jerry (2019) [13]
- Cristobal (2020) [14][15]

No entanto, houve uma ocasião em que o Centro Nacional de Furacões dos Estados Unidos foi contra essa definição e designou Calvin (2011) como uma baixa remanescente de 35 nós.
Além disso, se um ciclone tropical degenera em uma onda ou vale tropical, ele não se qualifica como um ciclone pós-tropical. Seria referido como "vestígios de (nome do ciclone tropical)".
A Météo-France classifica os sistemas no sudoeste do Oceano Índico em transição extratropical ou perdendo características tropicais como “depressões pós-tropicais”, desde a temporada de ciclones de 2012–13. Eles seriam reclassificados como depressões extratropicais após a conclusão do processo.

## Formação
Um ciclone pós-tropical é formado quando as características típicas de um ciclone tropical são substituídas por aquelas de ciclones extratropicais, também conhecidas como transição extratropical. Após a formação inicial, um ciclone pós-tropical tem potencial para ganhar força e intensidade ao formar uma tempestade extratropical.  Se um ciclone pós-tropical se tornar uma tempestade extratropical, ele acabará se decompondo pelo processo de oclusão.

## Impactos
A reintensificação de um ciclone pós-tropical pode causar condições perigosas nas rotas de navegação do Atlântico Norte com ondas grandes e ventos comparáveis aos dos furacões.

## Origem
A terminologia foi iniciada pelo Canadian Hurricane Centre em 1998 durante a tempestade tropical Bonnie. Em 2008, o National Hurricane Center usou esse termo para a tempestade tropical Laura para tratar da limitação das duas classes (extratropical / remanescente de baixa) mencionadas acima. O termo foi posteriormente adotado pelo Serviço Nacional de Meteorologia em 15 de maio de 2010.

## Sinônimo
O Bureau of Meteorology da Austrália refere-se a um ex-ciclone tropical como um "ex-ciclone tropical". Um exemplo é o ex-ciclone tropical Oswald.